# Sankt Georgen
St. Georgen (traducido: San Jorge) es el barrio de mayor superficie de Friburgo de Brisgovia en Baden-Wurtemberg, Alemania.

## Enlaces
- Wikimedia Commons alberga una categoría multimedia sobre Sankt Georgen (Friburgo de Brisgovia).
- Páginas Badenses: Vistas de Sankt Georgen